# Leptobrachium pullum
Leptobrachium pullum é uma espécie de anfíbio da família Megophryidae.
É endémica de Vietname.
Os seus habitats naturais são: rios.